# Penionomus dispar
Penionomus dispar là một loài nhện trong họ Salticidae.
Loài này thuộc chi Penionomus. Penionomus dispar được Eugène Simon miêu tả năm 1889.